# Горбашко, Елена Анатольевна
Елена Анатольевна Горбашко (24 июня 1958, Ленинград, СССР) — советский и российский ученый, специалист в области стратегического менеджмента и управления качеством, доктор экономических наук, профессор.

## Образование
В 1975—1980 гг. обучалась на промышленно-экономическом факультете Ленинградского финансово-экономического института им. Н. А. Вознесенского, специальность: «Планирование промышленности». Программу аспирантуры проходила с 1982 по 1985 на кафедре экономики промышленности альма-матер. В 1985 году защитила диссертацию на соискание ученой степени кандидата экономических наук по специальности 08.00.05 Экономика и управление народным хозяйством, тема: «Развитие системы материального стимулирования работников при производстве продукции высокого качества. В 1995 г. — диссертацию на соискание ученой степени доктора экономических наук по по специальности 08.00.20 Экономика стандартизации и управление качеством продукции, тема: «Обеспечение конкурентоспособности промышленной продукции».

## Педагогическая и административная работа в высшей школе
Работает в Санкт-Петербургском государственном экономическом университете (ЛФЭИ им. Н. А. Вознесенского — СПбГУЭФ) с 1986: ассистент, старший преподаватель, доцент, профессор кафедре экономики предприятия и производственного менеджмента. В 2007–2009 гг. — проректор  по международным образовательным проектам и программам СПбГУЭФ, В 2009—2016 гг. — проректор по качеству СПбГЭУ.
С 1999 года по настоящее время — профессор, заведующая кафедрой проектного менеджмента и управления качеством.
С 2016 по настоящее время — проректор по научной работе СПбГЭУ.

## Научная деятельность
Профессор Е. А. Горбашко — автор более 300 научных, научно- и учебно-методических работ по управлению качеством, в том числе управлению качеством в сфере высшего образования, обеспечению конкурентоспособности продукции и предприятий, стратегическому менеджменту. Индекс Хирша — 24.

## Работа в диссертационных советах
- Диссертационный совет Д 212.354.04  при СПбГЭУ по специальности 08.00.05 — Экономика и управление народным хозяйством (по отраслям и сферам деятельности: управление инновациями; стандартизация и управление качеством продукции) (заместитель председателя совета);
- Диссертационный совет Д 212.354.03 при СПбГЭУ по специальности 08.00.05 — Экономика и управление народным хозяйством (по отраслям и сферам деятельности:экономика, организация и управление предприятиями, отраслями, комплексами - промышленность, строительство) (заместитель председателя совета);
- Диссертационный совет Д 212.354.01 при СПбГЭУ по специальности 08.00.14 — Мировая экономика (член совета).

## Членство в научных и общественных организациях
- Член Болонской группы при Министерстве образования и науки РФ;
- Член Правления Всероссийской организации качества;
- Федеральный эксперт качества профессионального образования;
- Член комиссий по присуждению премии Правительства Санкт-петербурга "За создание высокотехнологичных рабочих мест";
- Член комиссии по присуждению премии Правительства Санкт-Петербурга "За увеличение производительности труда на промышленных предприятиях в Санкт-Петербурге";
- Председатель общественного совета при Комитете государственного финансового  контроля Санкт-Петербурга;
- Представитель от СПбГЭУ в ТК 115 «Устойчивое развитие административно-территориальных образований» Росстандарта;
- Асессор модели EFQM;
- Эксперт по реформированию системы высшего образования  программы Tempus/Erasmus+;
- Член экспертного совета журнала «Стандарты и качество»;
- Эксперт Национального молодежного проекта «Эстафета качества»;
- Член экспертного совета Гильдии экспертов в сфере профессионального образования;
- Член комиссии по развитию кадрового потенциала российских образовательных программ АВВЭМ.

## Награды
- Заслуженный работник высшей школы Российской Федерации (2021)[8];
- Почетный работник высшего профессионального образования РФ (2010);
- Медаль «В память 300-летия Санкт-Петербурга»;
- Лауреат Премии Правительства Российской Федерации в области образования (2015);
- Лауреат премии Правительства Санкт-Петербурга за выдающиеся достижения в области высшего и среднего профессионального образования (2007, 2013);
- Медаль Лауреата общественной премии им. И. А. Ильина в номинации «За выдающиеся научные достижения в области качества» (2009);
- Юбилейная медаль «МПА СНГ. 25 лет» (12 апреля 2018 года) — за заслуги в деле развития и укрепления парламентаризма, за вклад в развитие и совершенствование правовых основ функционирования Содружества Независимых Государств, укрепление международных связей и межпарламентского сотрудничества[9].